# Found a Way
"Found a Way" is een single van de Amerikaanse singer-songwriter Drake Bell, geschreven door Bell en Michael Corcoran in 2003. Het nummer werd gebruikt voor de Nickelodeon televisieserie Drake & Josh, waar Bell van 2004 tot 2007 in speelde.
Het nummer werd eerst uitgegeven voor het album Drake & Josh: Songs from and inspired by the hit TV show, met de titel "I Found a Way". Afgezien van het feit dat de titel "I Found a Way" in Drake & Josh werd gebruikt in de credits, werd het nummer later veranderd in de huidige titel "Found a Way", voor op Bells eerste muziekalbum Telegraph.

## Tracklist
Promotie-cd
1. "Found a Way" (Akoestisch)
2. "Found a Way"